# Maison de Léna
La Maison de Léna (grec moderne : σπίτι της Λένας) est un musée du patrimoine situé dans la ville de Mykonos, en Grèce. 
La Maison de Léna constitue l'une des annexes du Musée du folklore de Mykonos, dédié à la préservation de la culture populaire mykonienne des XIXe et XXe siècles.

## Présentation
Installée dans une demeure bourgeoise typique, la Maison de Lena est aménagée avec du mobilier d'origine, des objets du quotidien, des portraits anciens et du linge brodé. Elle recrée fidèlement le mode de vie d'une famille aisée de Mykonos avant l'essor touristique de l'île.

## Collections
Le musée se compose notamment de :
- Un salon décoré de tapisseries et de peintures d'époque
- Une chambre avec lit à baldaquin, textiles traditionnels et objets personnels
- Une cuisine équipée d'ustensiles anciens
- Des accessoires, vêtements et bijoux typiques

## Emplacement
Le musée est situé dans le centre historique de la ville de Mykonos, près du site de Tria Pigadia (les Trois Puits), à proximité immédiate du Musée maritime de la mer Égée.